# Денисьев, Пётр Васильевич
Пётр Васи́льевич Дени́сьев (1766 — 1842), генерал-майор Русской императорской армии.

## Биография
Петр Денисьев родился в 1766 году в дворянской семье.
14 апреля 1785 года был записан на военную службу в Конный лейб-гвардии полк вахмистром.
1 января 1794 годы Денисьев был переведён в Малороссийский гренадерский полк в звании капитана.
Принимал участие в польских событиях 1794 года и Войне четвёртой коалиции, где Денисьев проявил себя в битве при Прейсиш-Эйлау, сражении при Гейльсберге и баталии под Фридландом, за что 13 декабря 1807 года был удостоен чина полковника.
28 ноября 1808 года был назначен командовать Углицким мушкетерским полком, а 19 октября 1810 года Денисьев бы утверждён шефом Бутырского пехотного полка.
После вторжения Наполеона в пределы Российской империи, Денисьев командуя 2-й бригадой 24-й пехотной дивизии в 6-м пехотном корпусе генерала Дмитрия Сергеевича Дохтурова 1-й Западной армии, принял участие в ряде ключевых сражений Отечественной войны 1812 года.
После изгнания неприятеля из России, Денисьев участвовал в заграничном походе русской армии, за отличия в битве под Лейпцигом был 11 января 1814 года произведён в генерал-майоры.
После окончания войны до 1826 года командовал бригадами в нескольких пехотных дивизиях.
4 января 1834 года Денисьев был отправлен в отставку.
Петр Васильевич Денисьев скончался в 76 лет и был погребен в Коренной пустыни на самой оконечности монастырской площади за соборным храмом. Могила его, обозначенная памятником в виде гранитной колонны, не сохранилась.